# Sèrgi Bec
|  | No s'ha de confondre amb Pèire Bèc. |

Sèrgi Bec   (Cavalhon, 27 d'agost de 1933 - Castèlnòu de Les, 27 de febrer de 2021) fon un poeta provençal.
Naixit a Cavalhon (Comtat Venaissí, Valclusa), és viscut a Ate d'ençà la infantesa. Després d'estudiar lletres i treballar de periodista i crític, el 1977 deixa la professió per se consagrar a la cultura d'Ate: el 1983 esdevé director adjunt del parc natural de Leberon, un entorn que l'influí força.
En llurs dos primers reculls poètics, Miegterrana (1957) i Lei Cants de l'èstre fòu (1959), Bec representa el desig eròtic encarnat en una dona, Anna; després de participar en la Guerra d'Algèria, en denuncià les misèries en Memòria de la carn (1960); i en Galina blanca e marrit can (1969) es declarà engatjat amb l'occitanisme.